# Johannes Joachim Degenhardt
Johannes Joachim Degenhardt, né le 31 janvier 1926 à Schwelm en Allemagne et décédé le 25 juillet 2002, est un cardinal allemand, archevêque de Paderborn de 1974 à sa mort.

## Biographie

### Jeunesse et formation
Johannes Joachim Degenhardt est arrêté par la Gestapo à l'âge de 15 ans au motif qu'il participe à un groupe catholique interdit par les Nazis.
Après la guerre, il suit des études en philosophie et en théologie à Paderborn, puis à Munich.

### Prêtre
Il est ordonné prêtre le 6 août 1952 pour l'archidiocèse de Paderborn par le cardinal Lorenz Jäger.
Il exerce son ministère pendant sept ans en paroisse avant d'être nommé préfet du Collegium Leonianum de Paderborn en 1959. Il complète alors sa thèse de doctorat en théologie et prend des responsabilités à l'université.

### Évêque
Nommé évêque auxiliaire de Paderborn le 12 mars 1968, il a été consacré le 1er mai suivant, toujours par le cardinal Lorenz Jäger.
Le 15 mars 1974, il est devenu archevêque titulaire de ce même diocèse.
En 1994, il frappe d'interdit le théologien Eugen Drewermann.

### Cardinal
Jean-Paul II le crée cardinal lors du consistoire du 21 février 2001 avec le titre de cardinal-prêtre de S. Liborio.
Il décède l'année suivante à l'âge de 76 ans.

## Succession apostolique
Johannes Joachim Degenhardt a ordonné les évêques suivants :
- Évêque Paul-Werner Scheele (1975)
- Cardinal Paul Josef Cordes (1976)
- Évêque Hans Leo Drewes (de) (1980)
- Évêque Paul Consbruch (de) (1981)
- Évêque Franz-Josef Hermann Bode (1991)
- Évêque Heinz Josef Algermissen (1996)
- Cardinal Reinhard Marx (1996)
- Archevêque Hans-Josef Becker (2000)